# Ивано-Франковская ратуша
Ивано-Франковская ратуша (укр. Івано-Франківська ратуша) — здание в центре города Ивано-Франковска на площади Рынок. Одна из немногих ратуш на Украине, построенных в стиле конструктивизма с элементами ар-деко.
К зданию ратуши ведёт Галицкая улица. Ныне в нём находится Ивано-Франковский краеведческий музей.

## История
В 1662 году основатель Станиславова (ныне Ивано-Франковск), Анджей Потоцкий, принял решение о строительстве в городе ратуши. В 1666 году с этой целью было построено временное деревянное здание. В 1672 году оно было перестроено из дерева и камня. Здание, в стиле позднего ренессанса, представляло собой девятиэтажную круглую деревянную башню с каменным основанием. Немецкий путешественник Ульрих фон Вердум, посетивший Станиславов в январе 1672 года, в своём «Дневнике» оставил описание этой ратуши.
Помещения первой ратуши использовались для заседаний местного совета и суда. Её башня несла также функцию пожарной каланчи и оборонительную функцию во время турецко-польской войны.
Каменно-деревянная ратуша просуществовала всего несколько лет и, после осады города османскими войсками, в 1677 году была разобрана.
В 1695 году, по указу градоначальника Иосифа Потоцкого, архитектор Шарль Беноа построил новую каменную ратушу. За образец им было выбрано здание ратуши в Гусятине, построенной в 1634 году.
Ратуша Станиславова стала самым высоким зданием города. Она имела крестообразную форму, девять этажей и башню, увенчанную куполом. На уровне пятого этажа находились часы с четырьмя циферблатами, которые каждые 15 минут отбивали время с помощью колоколов, подвешенных в куполе. Наверху вокруг башни шла галерея, где постоянно дежурили дозорные. При обнаружении пожара, приближении неприятеля и других опасностях наблюдатели трубили в трубы, предупреждая жителей города. Для них над часами была оборудована комната. На втором и третьем этажах происходили заседания магистрата и суда; первый этаж сдавался в аренду купцам, которые устроили здесь 24 магазина. В подвалах ратуши находилась тюрьма.
Попасть в магистратуру можно было через единственную железную дверь с гербом рода Потоцких, которая находилась в западном крыле здания.
На крыше возвышалась фигура Архангела Михаила, покровителя Галиции, побеждающего дьявола в виде дракона. В 1826 году эту фигуру снесло ураганом, и в следующем году власти Австрийской империи заменили его на имперского орла.
В первой половине XIX века изменился вид вокруг ратуши. В 1829 году в Станиславове был назначен новый староста Краттера, который реформировал систему городского управления. С его именем связаны значительные преобразования, изменившие облик города.
28 сентября 1868 года это здание ратуши сгорело при пожаре.
В 1870 году был заложен краеугольный камень нового здания. Работы вела львовская фирма «Общество строительства и производства кирпича машинным способом». Архитекторами были Афанасий Пшибиловский и Филипп Покутинский. 6 июня 1870 года был торжественно заложен фундамент, в который вложили капсулу с пергаментом об истории ратуши, а также со старопольскими и австрийскими монетами и медалями. В 1871 году строительство было завершено.
Новая ратуша имела прямоугольную форму и высокую башню. Она была облицована белым мрамором. Выше находились куранты и обзорная галерея. Архитектурный ансамбль завершал удлинённый полусферический купол. Зал заседаний городского совета был богато декорирован, содержал надписи на стенах о главных событиях в истории Станиславова. В подвале разместили полицейский участок.
Во время Первой мировой войны, с 8 по 19 февраля 1915 года, в ходе тяжёлых боёв за Станиславов, ратуша была обстрелена австрийскими войсками и с тех пор находилась в аварийном состоянии.
В декабре 1929 года фирмой «Инженер Крауш и союз» по плану архитектора и инженера Станислава Трели началось строительство нового здания ратуши. Уже по традиции, в фундамент поместили капсулу с планами новостройки, фотографиями старой ратуши и другими документами. Завершить строительство предусматривали в 1932 году. Но из-за хронической нехватки средств сооружение возвели на три года позже, а внутренние отделочные работы продолжались вплоть до 1939 года.
Последняя ратуша была построена в стиле арт-деко и представляет собой крестообразное здание с башней на пересечении креста. Башня завершается куполом в виде военного шлема. На уровне четвёртого этажа по углам установили бронзовых орлов, которые должны были символизировать могущество Польской республики. Общая высота сооружения составляет около 50 метров.
19 сентября 1939 года в город вошли войска Красной Армии и Станиславов вошёл в состав Украинской ССР. Частные магазины и рестораны в ратуше были закрыты.
Во время оккупации города войсками Вермахта, нацисты пытались разрушить ратушу, но не смогли взорвать её, так как стены здания представляли собой железобетонный монолит. Одновременный подрыв всех стен привёл бы к повреждению соседних зданий, в которых располагались различные оккупационные учреждения. Нацисты уничтожили лишь северо-западное крыло здания.
В 1957 году ратушу восстановили. Во время реконструкции фигуры орлов заменили на скульптурные абстракции. 26 апреля 1959 здесь открылся Ивано-Франковский краеведческий музей. В 2007 году на ратуше установили новые часы с автоматическим механизмом и электронными курантами, исполняющими 12 украинских мелодий.